# Museo nazionale del paleolitico di Isernia
Il Museo Paleolitico di Isernia si trova ad Isernia. La sua esposizione riguarda tutti gli oggetti provenienti dallo scavo archeologico di Isernia La Pineta e comprende sia una sede museale di Santa Maria delle Monache, sia l'area di "La Pineta", dove proseguono gli scavi del paleosuolo.
Dal dicembre 2014 il Ministero per i beni e le attività culturali lo gestisce tramite il Polo museale del Molise, nel dicembre 2019 divenuto Direzione regionale Musei.

## Storia
Il museo è stato inaugurato ad Isernia nel 1999.
La struttura presso il sito di La Pineta, in corso di completamento, è concepita come un laboratorio nel quale i visitatori possono assistere ai lavori e dove i reperti provenienti dallo scavo possono essere restaurati, studiati ed esposti al pubblico direttamente sul posto. Momentaneamente i reperti provenienti dall'accampamento sono esposti nella sede di Santa Maria delle Monache.
Contiene la mostra permanente dei reperti paleolitici provenienti dagli scavi di Isernia La Pineta, abitato a partire da 700 000 anni dal presente, tra le più antiche testimonianze paleolitiche d'Italia. Il sito, oltre a resti faunistici e litici, ha restituito il fossile di un bambino vissuto 583 000 anni dal presente, che si pensa appartanesse alla specie Homo heidelbergensis
Il giacimento preistorico di Isernia La Pineta fu scoperto occasionalmente nel 1978 durante i lavori per la costruzione di una bretella della SS 85; per l'enorme quantità di reperti rinvenuti o ancora da scoprire rappresenta un'eccezionale documentazione delle fasi più antiche del popolamento del continente europeo e costituisce un punto nodale per lo studio della preistoria italiana ed europea.
Una comunità di uomini primitivi si stanzia a più riprese lungo le rive di un fiume; questi uomini vivono di caccia e di raccolta di frutti selvatici e con le ossa dei grandi animali bonificano il terreno su cui si insediano. Dagli scavi finora effettuati risultano diversi livelli di frequentazione; il sito cioè fu scelto, a distanza di molto tempo, varie volte, ed il giacimento, che copre migliaia di metri quadrati, è molto ricco di strumenti in pietra lavorata mentre i dati palinologici consentono di ricostruire la vegetazione del tempo che doveva essere tipica della savana.